# Canneto Sabino
Canneto Sabino è una frazione di 585 abitanti del comune di Fara in Sabina (in provincia di Rieti). Edificato sulle colline sabine, il paese insieme alle frazioni di Fara in Sabina si inserisce in un contesto naturale suggestivo. Della frazione fa parte anche la località di Campomaggiore.

## Origini del nome
Il toponimo deriva dal latino (di epoca tarda) cannētum, nome dovuto alle canne che in passato erano presenti in vaste quantità nella zona circostante.

## Storia
Vari reperti testimoniano che l'area fu popolata già in epoca preistorica, in epoca sabina e poi romana faceva parte di un comprensorio di fitte ville tipiche degli insediamenti sabini legati a Cures Sabini. Rimangono alcuni terrazzamenti in località Cagnani e San Lorenzo ed è ancora in uso il toponimo Curio.
Le prime testimonianze storiche relative al toponimo sono datate attorno all'anno 1000 e sono legate alla presenza dei monaci dell'Abbazia di Farfa e sono tracciate nel Regestum Farfense.
Il 10 dicembre 1920 la frazione fu teatro di uno dei fatti più violenti del Biennio rosso, noto come eccidio di Canneto: durante una manifestazione organizzata dai braccianti per ottenere migliori condizioni di lavoro, un gruppo di Carabinieri ne uccise undici in località Colle San Lorenzo.

## Economia
L'economia è legata alla produzione di olio DOP proveniente dagli oliveti che circondano il paese. Molti frantoi popolano le vie di Canneto e in ogni festa patronale l'olio compone ogni piatto tipico. L'80% dell'economia cannetana è basata sul settore terziario, la rimanente percentuale è occupata dai pochi ma ben attrezzati servizi nel luogo, il che rende incontaminata la natura circostante.

## Luoghi d'Interesse

### L'Ulivone

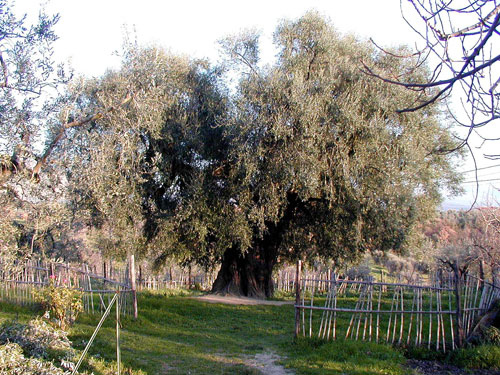
L'"ulivone" di Canneto Sabino.

Uno tra gli ulivi più antichi e grandi d'Europa, che i cannetani chiamano affettuosamente "L'ulivone", è stato stimato avere oltre 1000 anni. Situato in mezzo ad uno sterminato uliveto, in località Casale Bertini, ha una circonferenza di 7 metri ed un'altezza di circa 10 metri. Le testimonianze sono antiche e ancora oggi numerose feste sono celebrate sotto le sue fronde. Le olive di questa pianta producono ogni anno circa 12 quintali d’olio.

### Chiesa della Madonna della Neve (XI sec.)
Questa cappella è situata nel territorio Tanteri di Canneto Sabino, ed è edificata interamente in pietra. All'interno è presente un affresco che rappresentata la Beata Vergine Maria che attraverso un miracolo mostra agli uomini il luogo dove dovranno costruire la cappella. Il luogo preciso è segnato dalla neve che si è disposta a forma di croce.

### Chiesa di S.Rocco
La recente chiesa principale di Canneto (1893) che si affaccia sull'elegante piazza Luigi Pacieri, originariamente aveva una facciata costituita da pietre a vista, oggi invece risulta intonacata in rosa antico e giallo. Il campanile, opera del capomastro locale Buttafuoco, di notte illuminato, richiama lo stile del campanile di Farfa. L'interno è semplice, l'altare sobrio, solo un affresco rappresentatnte la SS. ma Trinità vivacizza il tutto. In annessione alla chiesa è possibile visitare la sala parrocchiale e un oratorio in cui ogni anno viene svolto in estate l'oratorio festivo. Dal mese di agosto 2011, la chiesa di Canneto avrà in annessione pure una cappella in località Montegrottone.

## Da visitare nei dintorni
- Abbazia di Farfa
- Riserva naturale di Nazzano, Tevere-Farfa
- Fara in Sabina

## Gemellaggi
- Villemur-sur-Tarn, Francia[senza fonte]

## Galleria d'immagini

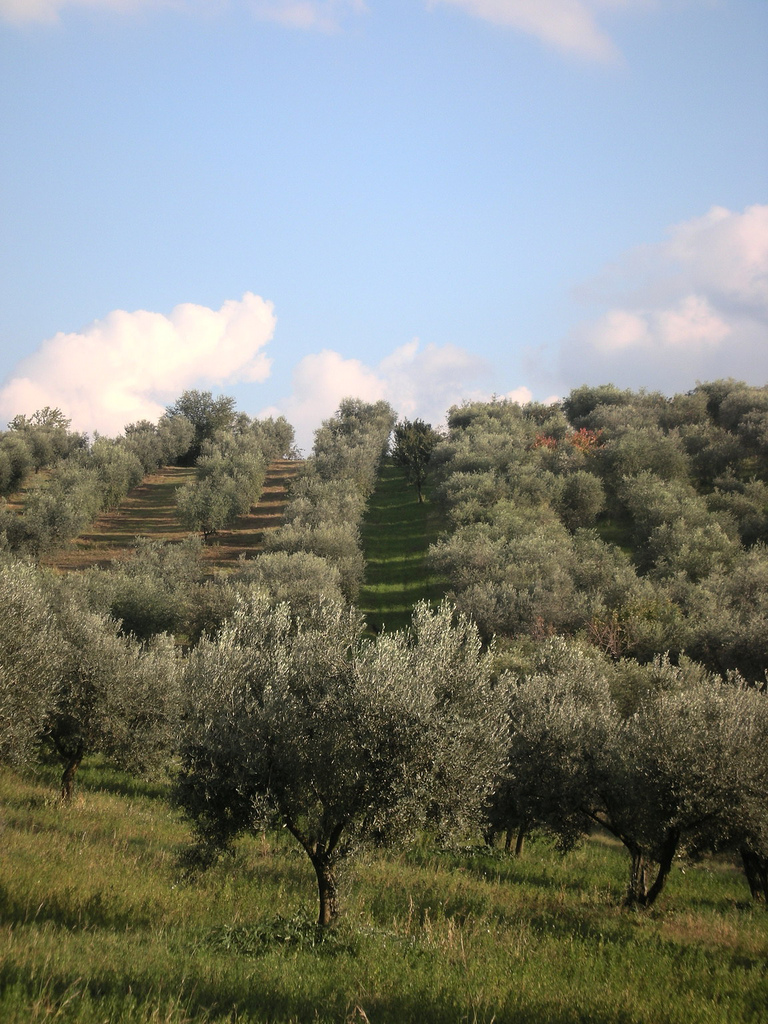
Uliveti nei pressi di Faranelle vicinanze di Canneto Sabino.
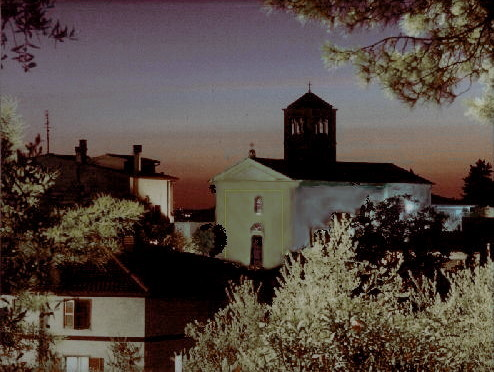
La chiesa di Canneto di notte.
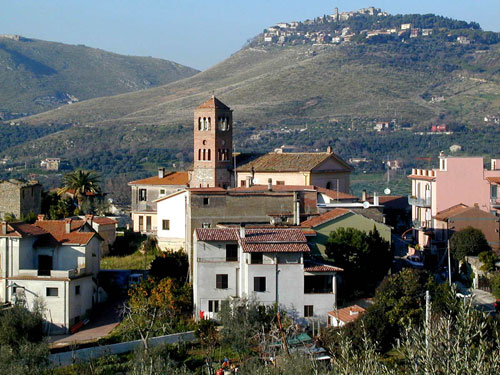
Borgo cannetano.